# فهرست سامانه‌های نوشتاری

این فهرست مربوط به سامانه‌های نگارشی و خطوط برپایهٔ برخی دسته بندی‌های مرسوم می‌باشد.

## سامانه‌های نگارشی اندیشه‌نگارانه
در این سامانه‌ها، هر نویسه نشان‌دهندهٔ یک مفهوم یا اندیشه است. این سامانه‌ها دربرگیرندهٔ اندیشه‌نگاشت و تصویرنگاشت می‌باشند.
- خط آزتک
- خط میشتک
- خط دونگبا
- خط ارسو شابا
- خط هیروگلیف نیکماک
- نسیبیدی که برای نگارش زبان‌هایی چون زبان ایگبو، اکوئی و افیک کاربرد داشته‌است.
- تستری، که توسط مسیونرهای مذهبی در مکزیک کاربرد داشته‌است.
- دیگر سامانه‌های نگارشی آمریکای میانه
- بلیسیمبولز
- آی‌کونجی
- ایزوتایپ

## سامانه‌های نگارشی واژه‌نگارانه
در واژه‌نگاشت‌ها هر نماد نشان‌دهندهٔ یک واژه یا تک‌واژ می‌باشند. 
- هیروگلیف مصری، هیه‌راتیک و دموتیک که هر سه در مصر باستان رواج داشتند.
- هیروگلیف آناتولیایی که برای نگارش زبان لووی کاربردی بوده
- خط میخی؛ برای زبان‌های سومری، زبان اکدی، دیگر زبان‌های سامی، عیلامی، هیتی، لووی و اورارتویی
- حروف چینی؛ برای زبان‌های چینی، زبان ژاپنی (کانجی)، کره‌ای (هانجا)، ویتنامی (چو نوم) و زبان‌های جوانگ
- خط جورچن
- خط ختن بزرگ
- خط تانگوت
- خط باگام
- خط مایایی
- خط یی برای نگارش زبان نوسو
- خط شوئی

## سیلابی
در اینگونه سامانه‌های نوشتاری، نویسه‌ها بیانگر هجا یا مورا می‌باشند. 
- خط آفاکا
- خط یوگتون
- خط هجایی چروکی، برای نگارش زبان چروکی
- خط هجایی قبرسی
- خط گبا
- کانا- زبان ژاپنی
  - هیراگانا
  - کاتاکانا
  - مان‌یوگانا
- کیکاکوئی
- خط هجایی کپله
- نوشو- زبان‌های چینی
- خط هجایی وای
- خط ووله‌آیی
- خط یی- زبان نوسو
- خط بومیان اسپانیا- زبان بومیان اسپانیا
  - خط جنوب غربی
  - خط ایبریایی جنوب شرقی
  - خط ایبریایی شمال شرقی
  - خط سلتیبری- زبان سلتیبری
- خط میخی هخامنشی- فارسی باستان
- بوپوموفو
- خط اسکایان
- خط باموم

## خطوط مقطع
سامانه‌های نوشتاری‌ای که در آنها هر نویسه نماینده یم واج است.

### ابجد
- الفبای آرامی
- الفبای عبری
- الفبای عربی
- الفبای جاوی
- خط مانوی
- الفبای نبطی
- خط پهلوی
  - پهلوی مزامیر
- الفبای فنیقی
- الفبای نیاکنعانی
- الفبای عربستانی جنوبی
- الفبای سغدی
- الفبای سامری
- الفبای سریانی
- تیفیناغ- زبان طوراقی
- خط میخی اوگاریتی

### سامانهٔ الفبایی
در این شیوه بر خلاف ابجد، الفبا هر دوی واکه و همخوان را پوشش می‌دهند.
- الفبای عربی اویغور
- الفبای ارمنی
- خط اوستایی
- بیتا کوکیو
- خط بوراما
- الفبای آلبانیای قفقاز
- الفبای قبطی
- الفبای سیریلیک
- خط الباسی
- الفبای فریز
- خط گرجی
- الفبای گلاگولیتی
- الفبای گوتی
- الفبای یونانی
- الفبای آوانگاری بین‌المللی
- خط کاداره
- الفبای منچو
- الفبای مندائی
- خط مغولی
- انکو
- اوم
- خط مجاری باستان
- الفبای ایتالیایی باستان
- خط پرمی باستان
- خط اورخون
- خط اویغوری
- خط عثمانیه
- خط رونی
- الفبای سانتالی
- تای لوئه
- باسا واه
- خط زغاوه
- هانگول
- الفبای اوساگه
- الفبای شاوی
- تنگوار
- ساین‌رایتینگ برای زبان اشاره